# Karel Vokáč

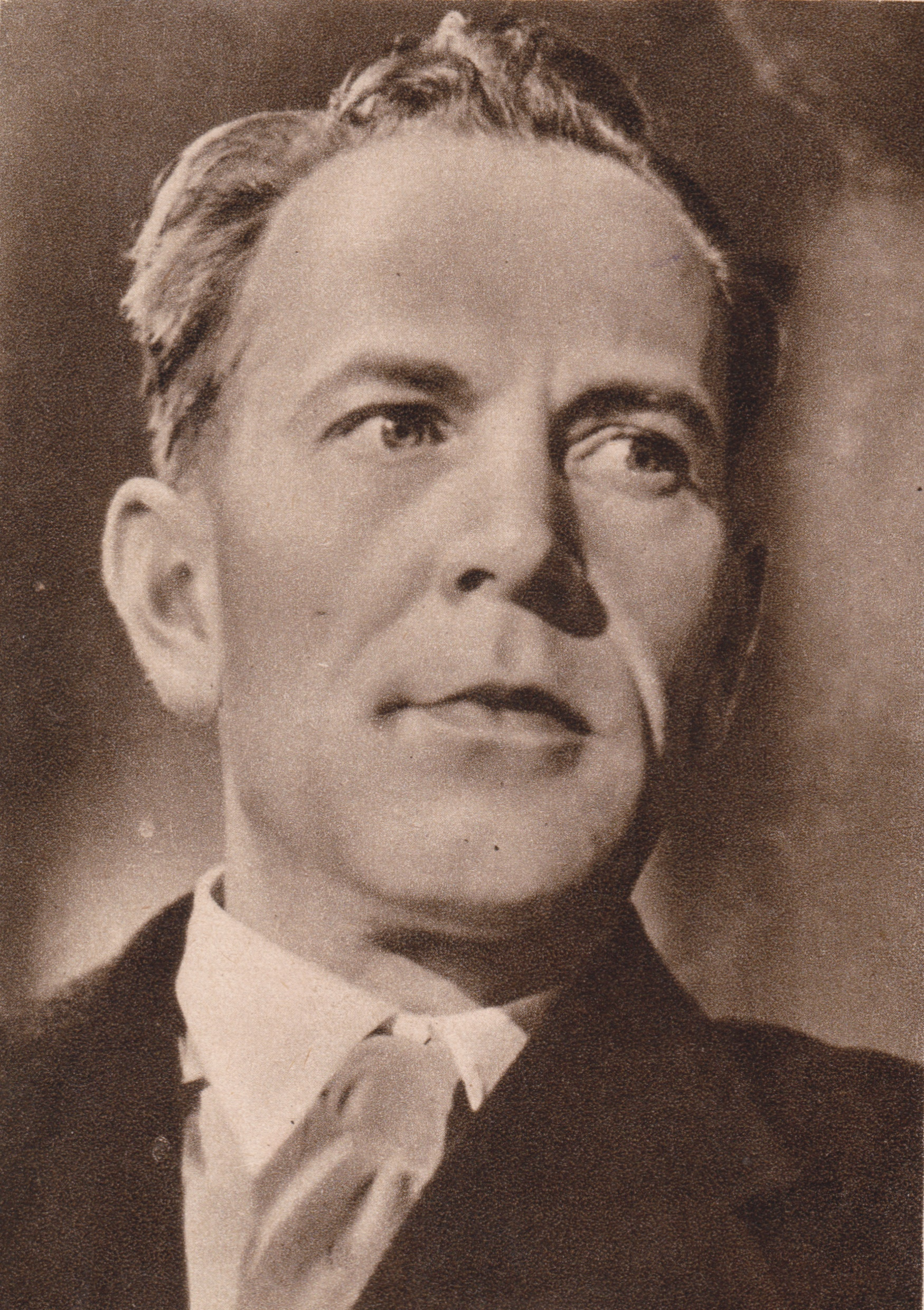
Karel Vokáč

Karel Vokáč (* 28. Oktober 1903 in Zbiroh; † 12. Juli 1944 in Prag) war ein tschechischer Dichter und Schriftsteller.
Vokac beschäftigte sich vor allem mit meditativer Lyrik. Daneben redigierte er die Studentenzeitschrift Vlastní silou (Durch eigene Kraft) und war Redakteur der Monatszeitschrift Mladé Rokycansko (Junges Rokitzan). Während des Zweiten Weltkrieges war er in der Widerstandsbewegung tätig. 1944 wurde er durch Nationalsozialisten im Gefängnis Pankrác hingerichtet.

## Werke
- Lkavá vábení
- Žít a umírat
- Utkáno z dýmu
- Prasklý zvon - Erzählungen